# 芽胞耳蕨
芽胞耳蕨（学名：Polystichum stenophyllum）为鳞毛蕨科耳蕨属下的一个种。

## 扩展阅读
- 維基物種上的相關：芽胞耳蕨